# 贝尼克·阿福贝
贝尼克·图纳尼·阿福贝（英語：Benik Tunani Afobe；1993年2月12日—）是一名刚果民主共和国的足球运动员，司职前锋，出身阿森纳青訓系統。

## 俱乐部生涯
阿福贝在周日联赛踢球时被英格兰足球超级联赛球队阿森纳的球探发现，并于2001年5月1日正式加入阿森纳的青训体系。他在青年联赛中表现非常出色，2007–08赛季为阿森纳U16射进40球，2008–09赛季和2009–10赛季分别为U18青年队出场13次射进11球和出场24次射进21球。他被投票当选为2009–10赛季阿森纳U18青年队最佳球员。由于阿福贝的出色表现，据报道西甲球队巴塞罗那有意签入他，但最终他在2010年2月和阿森纳签订了生平第一份职业合同。
2010年11月2日，阿福贝租借加盟英格兰足球甲级联赛球队哈德斯菲尔德两个月，租借期到2010年底。当晚，他即在哈德斯菲尔德客场2比0击败谢周三的比赛中替补登场，完成职业生涯的首秀。赛后，哈德斯菲尔德主教练对他的表现表示赞赏。11月9日，阿福贝在哈德斯菲尔德客场5比1击败罗瑟勒姆的英格兰联赛锦标中射进职业比赛的首个进球。之后，哈德斯菲尔德延长阿福贝的租借期至2010–11赛末，由于安东尼·皮尔金顿的受伤，阿福贝得到更多的出场时间。阿福贝在下半赛季表现出色，联赛射进5球，贡献多次助攻，连续获得比赛最佳球员的称号，并帮助哈德斯菲尔德从12月份开始保持连续24场联赛不败的纪录。他为哈德斯菲尔德在各项赛事中出场32次，进球8个，助攻10次，但最终球队在升级附加赛决赛中失利，无缘升级到英冠联赛。
在2011–12赛季的季前赛，酋长杯对阵纽约红牛的比赛中，阿福贝替补受伤的出场，第一次代表阿森纳一线队亮相。7分钟后，他即因为腹股沟受伤而下场。8月份，他和阿森纳预备队2比1击败曼联预备队的比赛复出，但上场22分钟旧伤复发，需伤停半年。2012年2月，阿福贝在和诺里奇城预备队的比赛中替补出场，时隔半年后再次得到比赛机会。3月22日，阿福贝租借到英冠球队雷丁至赛季结束。阿福贝在雷丁仅获得3次联赛出场机会，没有进球，最终跟随球队以联赛冠军的成绩升级到英冠联赛。
2012年8月3日，刚刚降级到英冠联赛的博尔顿宣布阿福贝租借加盟球队一年。8月18日，他在2012–13赛季第一轮博尔顿客场0比2不敌伯恩利的比赛下半场替补登场，第一次代表博尔顿在正式比赛出场。8月28日，他在英格兰联赛杯博尔顿客场对阵英甲球队克劳利镇的比赛中首发出场，并射进加盟球队的首个进球，但博尔顿在最后时刻连丢两球，1比2不敌对手被淘汰。
2016年1月10日，阿福贝加盟般尼茅夫並簽約4年半，轉會費一千萬英鎊。
2018年2月1日，阿福贝租借到狼隊至赛季结束。。2018年6月1日，阿福贝加盟狼隊，轉會費一千萬英鎊。

## 国家队生涯
阿福贝曾入选英格兰各级青年足球代表队。2008年，他在胜利盾杯中代表英格兰U16出场3次，射进4球，追平保持的纪录。阿福贝连续两年入选英格兰U17代表队，参加2009年欧洲U-17足球锦标赛和2010年欧洲U-17足球锦标赛，并帮助球队在2010年5月历史上首次捧得冠军。2010年8月，他首次入选英格兰U19代表队。2012年，他代表球队参加2012年欧洲U-19足球锦标赛。2011年6月，他曾入选英格兰U20代表队名单，以备战和哥伦比亚U20的友谊赛，但由于他进入阿森纳一线队而选择代表俱乐部参加季前赛，放弃了这次机会。8月份，他还获得英格兰U21的征召，但由于腹股沟伤病而最终被放弃。

## 个人
1990年，阿福贝的父母从扎伊尔移居英国。阿福贝有两个姐妹和一个兄弟。